# Belong to the World
«Belong to the World» es el título de una canción del artista canadiense The Weeknd, parte de su álbum de estudio debut Kiss Land (2013). Fue lanzada como el segundo sencillo del trabajo discográfico el 16 de julio de 2013.

## Antecedentes y letra
El 6 de julio de 2013, The Weeknd presentó «Belong to the World» al público en general en el Mod Club Theatre en Toronto, Ontario, Canadá. La letra de la canción gira en torno a enamorarse de la persona equivocada y se trata de una relación seria que The Weeknd tuvo.

## Video musical
El video musical de "Belong to the World" se lanzó el 15 de julio de 2013 a través de MTV. Después, se subió a la cuenta Vevo de The Weeknd en YouTube el día siguiente, el 16 de julio de 2013. El video está ambientado en Japón y fue dirigido por Anthony Mandler. Hasta el momento se ha visto más de 17 millones de veces.

## Controversia
La canción ganó cierta controversia debido a que Geoff Barrow de Portishead acusó a The Weeknd de supuestamente samplear la batería usada en su canción «Machine Gun» sin su permiso.

## Listas
| Lista (2013)                                      | Mejor posición |
| ------------------------------------------------- | -------------- |
| US Bubbling Under R&B/Hip-Hop Singles (Billboard) | 7              |
| US Hot R&B Songs (Billboard)                      | 22             |

## Historial de lanzamientos
| Región        | Fecha               | Formato          | Label(s)    | Ref   |
| ------------- | ------------------- | ---------------- | ----------- | ----- |
| Todo el mundo | 16 de julio de 2013 | Descarga digital | XO Republic | [ 8 ] |